# Calanthe trifida
Calanthe trifida är en orkidéart som beskrevs av Tang och Fa Tsuan Wang. Calanthe trifida ingår i släktet Calanthe och familjen orkidéer. Inga underarter finns listade i Catalogue of Life.